# جامعة ولاية روجرز
جامعة ولاية روجرز (بالإنجليزية: Rogers State University)‏ هي جامعة عامة في كليرمور، أوكلاهوما، الولايات المتحدة. كما أن لديها فروع جامعية في بارتليسفيل وبريور كريك.

## التاريخ

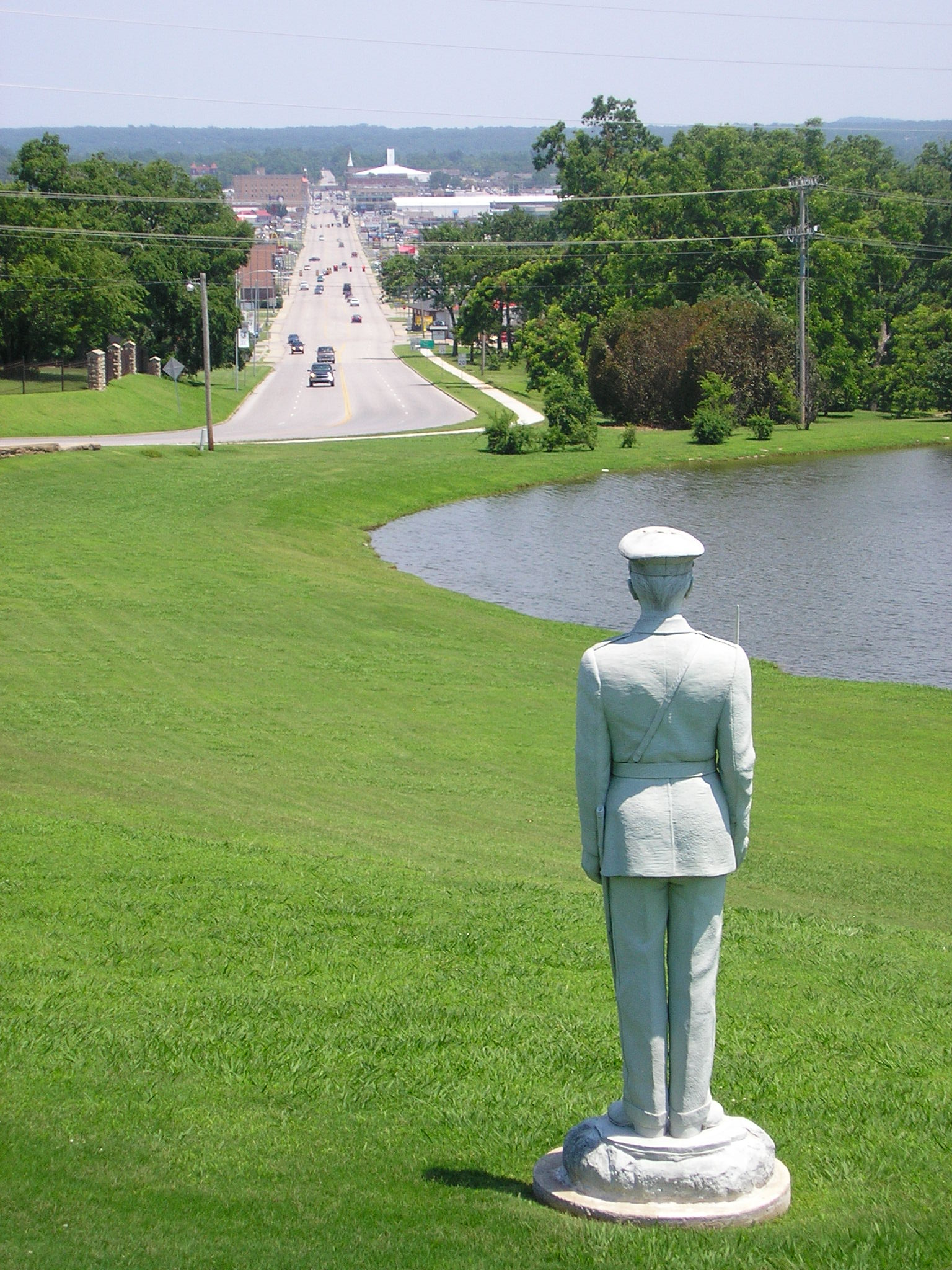
تمثال لجندي يعود تاريخه إلى عهد أكاديمية أوكلاهوما العسكرية يطل على كليرمور من مدخل المدرسة.

مرت المؤسسة بعدة مراحل، من تأسيسها كمدرسة تحضيرية برعاية الدولة إلى انتقالها إلى الأكاديمية العسكرية، وأخيراً وصولها إلي الشكل الحالي كجامعة إقليمية مدتها أربع سنوات.
تعود جذور الجامعة إلى المدرسة الإعدادية للجامعة الشرقية، التي تأسست عام 1909. أثناء بناء «القاعة التحضيرية» الشهيرة، عقدت المدرسة الإعدادية للجامعة الشرقية فصولها في مبنى كليرمونت القديم حتى عام 1911. وأغلقت المؤسسة في عام 1917.
في عام 1919 أعيد تشغيلها باسم أكاديمية أوكلاهوما العسكرية، لتلبية الاحتياجات التعليمية والتدريبية المتزايدة للقوات المسلحة الأمريكية. في عام 1923 أصبح برنامجًا مدته ست سنوات، يوفر التعليم الثانوي والجامعي. في عام 1932، أصبح قسم الكلية المبتدئين معتمد بالكامل في عام 1950. وأصبح خريجو البرنامج ملازمًا ثانيًا في احتياطي جيش الولايات المتحدة؛ خدم أكثر من 2500 من خريجي الأكاديمية في الجيش، وتوفي أكثر من 100 خريج وهم يخدمون بلادهم خلال الحرب العالمية الثانية والحرب الكورية وحرب فيتنام.
انخفض الالتحاق بأكاديمية أوكلاهوما العسكرية خلال الستينيات، ويرجع ذلك جزئيًا إلى عدم شعبية حرب فيتنام، وفي عام 1971، استبدلت الهيئة التشريعية في أوكلاهوما الأكاديمية بمؤسسة لمنح درجات الزمالة لمدة عامين للجمهور المعروف باسم كلية كلارمور جونيور. في عام 1982، أصبحت تسمي كلية ولاية روجرز، نسبة إلي اسم مقاطعة روجرز حيث يقع الحرم الجامعي الرئيسي؛ في عام 1996، اندمجت كلية ولاية روجرز والمركز الجامعي في تولسا لتشكيل جامعة ولاية روجرز، مع حرم جامعي في كلارمور وتولسا. عملت المدرسة المدمجة لمدة عامين قبل أن يفصلها المجلس التشريعي للولاية. تم منح الجامعة الإذن بالسعي للحصول على الاعتماد كجامعة تمنح درجة البكالوريوس لمدة أربع سنوات. في عام 2000، أصبحت الجامعة المؤسسة التي هي عليها اليوم، جامعة عامة سكنية مدتها أربع سنوات.
في 16 أغسطس 2006 تم تسمية مكتبة ستراتون تايلور التابعة لولاية روجرز باسم مكتبة الإيداع الفيدرالية، وهي المكتبة العشرين في ولاية أوكلاهوما.
احتفلت الجامعة بالذكرى المئوية لتأسيسها في عام 2009 بسلسلة من الفعاليات الخاصة والمحاضرات والاحتفالات، وبلغت ذروتها بتكريس مبنى مركز المئوية الذي يعمل كمركز للخدمات الطلابية. في عام 2005، استحوذت الجامعة على مبنى تاريخي مكون من تسعة طوابق ليكون بمثابة حرم جامعي لها في وسط مدينة برتلسفيل والمرفق هو مرسى رئيسي في إعادة تطوير وسط مدينة برتلسفيل. في عام 2014، احتفلت الجامعة بافتتاح حرمها الجامعي الجديد في بريور، في مقاطعة مايز، أوكلاهوما. تم توفير مشروع البناء الذي تبلغ تكلفته 10 ملايين دولار وموقع 83 فدانًا للجامعة من قبل هيئة أعمال الذخائر في أوكلاهوما. يمثل التبرع أكبر هدية في تاريخ الجامعة.

## الحياة الدراسية

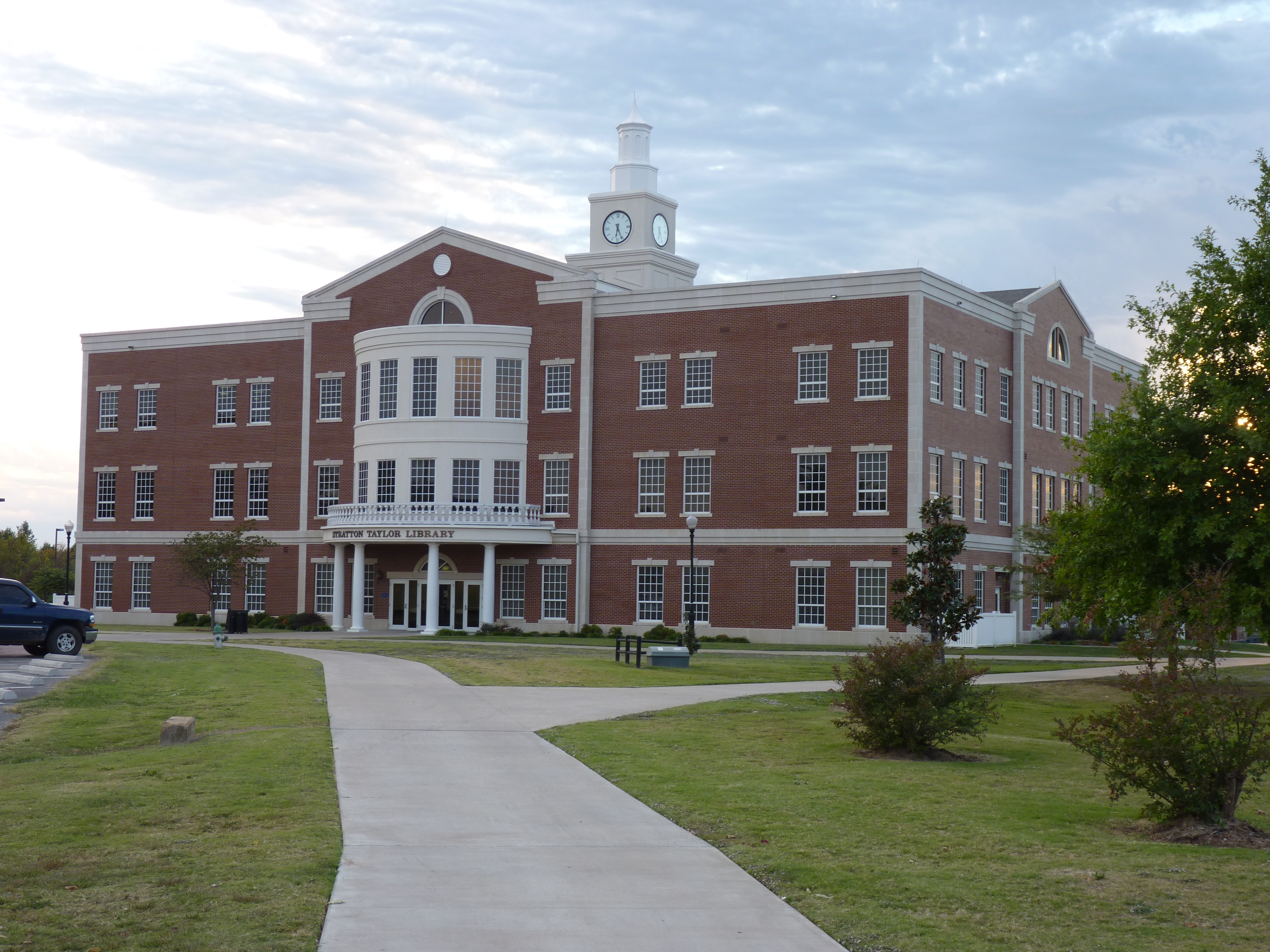
مكتبة ستراتون تايلور

تقدم الجامعة حاليًا درجات البكالوريوس في 17 تخصصًا ودرجات الزمالة في 13 تخصصًا. بالاشتراك مع جامعة كاميرون، تقدم جامعة ولاية روجرز أيضًا برنامج "2 + 2" في التعليم الابتدائي، حيث يمكن للطلاب الحصول على شهادة جامعية في التعليم الابتدائي من الجامعة ثم الانتقال إلى السنتين الأخيرتين من درجة البكالوريوس في التعليم الابتدائي من كاميرون، مع تدريس جميع الفصول في حرم جامعة ولاية روجرز الجامعي في كليرمور. تتوفر ثلاث درجات بكالوريوس في التكنولوجيا التطبيقية وتكنولوجيا المعلومات التجارية والفنون الليبرالية وأربع درجات جامعية عبر الإنترنت بالكامل.
في عام 2013، مُنحت الجامعة الموافقة على تقديم برنامج درجة الدراسات العليا الأول، وهو ماجستير في إدارة الأعمال كان من المقرر أن يبدأ في خريف 2014.

## الجدل
في عام 2003، رفع موظف سابق في الجامعة دعوى قضائية ضد رئيس جامعة ولاية روجرز، جو وايلي. زعم مراقب الجامعة السابق ريان باريس أنه تم إنهاء خدماته لعدم موافقته على مطالبات السفر. في الدعوى القضائية، ادعى باريس أنه تعرض لضغوط للموافقة على السفر علي درجة غير رجال الأعمال ورفض القيام بذلك. زعم باريس أن كلاً من وايلي ونائب رئيس الجامعة لشؤون الأعمال حاولا إكراهه. ادعى باريس في وقت لاحق أنه تم تقديم المستندات مزورة.
في عام 2004، واجه نادي طلابي في جامعة روجرز ستيت مشاكل في التنظيم داخل الحرم الجامعي. طبقًا لمؤسسة الحقوق الفردية في التعليم، فإن منظمة الدفاع عن حقوق الطلاب واجهت «قيودًا إدارية» أثناء محاولتها التنظيم والترويج لنفسها في الحرم الجامعي. قامت طالبة وعضو النادي السابق في الجامعة، رينيه مورس-هينان، بتأسيس النادي بعد ملاحظة ما وصفته بـ «ثقافة الخوف» في المؤسسة. في وقت لاحق تم الاعتراف بالنادي الطلابي رسميًا من قبل الجامعة وغادر المسؤول من منصبه.
في السابق، قامت جامعة ولاية روجرز بتشغيل برنامج علاج بمساعدة الخيول في حرمها الجامعي. في عام 2004، أعلنت الجامعة عزمها على بدء حملة رأس مال 2 مليون دولار لدعم البرنامج. في ذلك العام، تبرعت أحدي السكان المحليين، واندا ساندرز، بـ 20 فدانًا لدعم البرنامج ثم قدمت 40 فدانًا إضافيًا بعد أربع سنوات. في دعوى قضائية أقيمت في عام 2017، زعمت ساندرز أن التبرعات بالأراضي لم تستخدم في نواياه التي تبرعت بها وأن الجامعة نقلت الأرض إلى منظمة أخرى في عام 2013. ثم تم بيع الأرض مرة أخرى إلى مؤسسة الجامعة، وهي ضريبة معفاة. حاولت الجامعة لاحقًا التوسط في الدعوى في عام 2017.